# Разговорный стиль
Разгово́рный стиль — функциональный стиль речи, используемый для неформального общения, в частности для обсуждения бытовых вопросов в неофициальной обстановке. Для этого стиля характерно использование разговорной и просторечной лексики.

## Особенности
Форма реализации разговорного стиля — диалог, этот стиль чаще используется в устной речи. В нём отсутствует предварительный отбор языкового материала.
В этом стиле речи большую роль играют внеязыковые факторы (мимика, жесты, окружающая обстановка).
Для разговорного стиля характерны эмоциональность, образность, конкретность, простота речи. Например, в булочной не кажется странной фраза «пожалуйста, с отрубями, один».
Непринуждённая обстановка общения обусловливает большую свободу в выборе эмоциональных слов и выражений, шире употребляются слова разговорные («глупить», «ротозей», «говорильня», «хихикать», «гоготать»), просторечные («заржать», «рохля», «аховый», «растрёпа»), жаргонные («предки», «железно», «на мировую»).
В разговорном стиле речи, особенно при быстром её темпе, возможна большая редукция гласных, вплоть до полного их выпадения и упрощения групп согласных.
Словообразовательные особенности — широко употребляются суффиксы субъективной оценки.
Для усиления экспрессивности употребляется удвоение слов.
Ограничены абстрактная лексика, иноязычные слова, книжные слова.
В качестве примера — высказывание одного из персонажей рассказа А. П. Чехова «Месть»:

— Отворите же, чёрт возьми! Долго ли ещё мне придётся коченеть на этом сквозном ветру? Если б вы знали, что в вашем коридоре двадцать градусов мороза, вы не заставили бы меня ждать так долго! Или, быть может, у вас нет сердца?
В этом небольшом отрывке нашли отражение следующие черты разговорного стиля:
- вопросительные и восклицательные предложения;
- междометие разговорного стиля «чёрт возьми»;
- личные местоимения 1-го и 2-го лиц, глаголы в этой же форме.

## Языковые средства (лексические, грамматические)
Разговорные слова и фразеологизмы («вымахал» (вырос), «электричка» (электропоезд)), лексика с эмоционально-экспрессивной окраской («класс»), уменьшительно-ласкательные суффиксы («серенький»), суффиксы субъективной оценки («деляга», «работяга», «общага», «секретарша», «директорша», «рукастый»). Субстантивация, использования слов стяжения («вычерка», «зачётка»).